# Sommer-Paralympics 2024/Teilnehmer (Malta)
| stlisierte Goldmedaille | stlisierte Silbermedaille | stlisierte Bronzemedaille |
| ----------------------- | ------------------------- | ------------------------- |
| —                       | —                         | —                         |

Malta entsandte bei seiner Teilnahme eine Athletin und einen Athleten zu den Paralympischen Sommerspielen 2024 in Paris. Als Fahnenträger bei der Eröffnungsfeier wurden Maja Theuma und Antonio Flores ausgewählt.

## Teilnehmer nach Sportart

### Schwimmen
| Athleten    | Klassifizierung | Wettbewerb(e)           | Zeit/Weite  | Rang |
| ----------- | --------------- | ----------------------- | ----------- | ---- |
| Frauen      |                 |                         |             |      |
| Maja Theuma | S6              | 50 m Freistil – Vorlauf | 1:13,10 min | 14   |

### Leichtathletik
| Athleten       | Klassifizierung | Wettbewerb(e) | Zeit/Weite | Rang |
| -------------- | --------------- | ------------- | ---------- | ---- |
| Männer         |                 |               |            |      |
| Antonio Flores | T64             | 100 m Vorlauf | 13,07 sek  | 18   |
| Antonio Flores | T64             | 200 m Vorlauf | 26,67 sek  | 13   |